# Волинська обласна організація НСПУ
Волинська обласна організація НСПУ — регіональне відділення Національної спілки письменників України.
Створена 25 жовтня 1980 року. Тодішній голова Спілки письменників Павло Загребельний у Колодяжному підписав протокол про створення Волинської обласної письменницької організації. 

На той час Волинь мала всього декілька письменників — Олександра Богачука, Івана Чернецького, Віктора Лазарука, Йосипа Струцюка, Василя Гея та Петра Маха.
До цього письменники з Волині належали до Львівської обласної організації.
Волинський осередок очолювали: 
- Петро Мах, 1980—1989
- Василь Гей, 1989—2006
- Ніна Горик, 2006—2012
- Олег Потурай, 2012—2015
- Петро Коробчук, 2015—2016
- Ольга Ляснюк 2016—2025
- Микола Мартинюк з червня 2025

З 2000 року організація видає щорічний альманах «Світязь». 2001 року був заснований спочатку обласний, а потім набув статусу міжнародного фестиваль «Лісова пісня», який з 2018 року проводиться не лише на Ковельщині, а й у Луцьку.

Знакові видання організації:
- «Волинь літературна: наші сучасники» (2010);
- Антологія волинських письменників «Під Лесиним небом» (2019).[1]

## Чинний голова
- Мартинюк Микола Іванович

## Члени[2]
1. Бондар Тетяна Вікторівна з 15.02.2012
2. Бондарчук Андрій Іванович з 2008
3. Вербич Віктор Олексійович з 06.06. 2000
4. Горик Ніна Петрівна з 21.03.1995
5. Гранич Наталія Василівна з 26.06.2002
6. Гуменюк Надія Павлівна з 16.05.1995
7. Гундер Оксана Вікторівна з 14.09.2004
8. Зилюк Юрій Олексійович з 29.04.2014
9. Клименко Олександр Іванович з 29.04.2011
10. Ковч Олександр Миколайович з 29.05.2025
11. Корецька Клавдія Данилівна з 13.06.1995
12. Коробчук Петро Йосипович з 30.06.2005
13. Котович Іван Іванович з 04.06.2009
14. Криштальський Андрій Андрійович з 28.01.1999
15. Лазарук Віктор Антонович з 11.04.1968
16. Лис Володимир Савович з 28.02.2005
17. Луцюк Ганна Ярославівна з 26.02.2013, перебуває на обліку, немає в довіднику НСПУ 2023 р.
18. Ляснюк Ольга Леонтіївна з 29.05.2006
19. Мартинюк Микола Іванович з 15.10.2014
20. Місюра Володимир В'ячеславович з 29.04.2014
21. Назарук Євгенія Іванівна з 31.05.2012
22. Пашук Олена Вікторівна з 26.06.2002
23. Регешук Тетяна Миколаївна з 03.12.2015
24. Сащук Світлана Іванівна з 29.05.2025
25. Сидорчук Микола Васильович з 15.10.2014
26. Сичук Юрій Ігорович з 30.06.2005
27. Сільчук Юлія Миколаївна з 19.10.2021, перебуває на обліку, немає в довіднику НСПУ 2023 р.
28. Слапчук Василь Дмитрович з 05.02.1993
29. Стасюк Софія Володимирівна з 09.03.2012
30. Струцюк Йосип Георгійович з 03.04.1970
31. Фінковська Юлія Любомирівна з 27.10.2016
32. Форманюк Еліна Юріївна з 31.10.2019
33. Харитонюк Олена Іванівна з 29.04.2014
34. Хвас Юлія Володимирівна з 29.04.2014
35. Цюриць Сергій Назарович з 27.10.1988
36. Шмигін Микола Миколайович з 03.03.2017
37. Штинько Валентина Сергіївна з 05.02.1993
38. Шульська Наталія Миколаївна з 06.03.2018
39. Юхимчук Тарас Георгійович з 26.03.2015, перебуває на обліку, немає в довіднику НСПУ 2023 р.
40. Яков'юк Тетяна Володимирівна з 27.04.2004
41. Яручик Віктор Павлович з 19.10.2021, перебуває на обліку, немає в довіднику НСПУ 2023 р.
42. Яструбецька Галина Іванівна з 29.04.2014

Вибули:
1. Боярчук Петро Оксентійович з 06.06.2000, помер 27.12.2013
2. Гей Василь Степанович з 28.05.1974, помер 12.03.2016
3. Гіттік Леонід Самійлович з 2000, помер 21.10.2004
4. Корсак Іван Феодосійович з 16.06.1992, помер 07.12.2017
5. Костюк Світлана Степанівна з 26.03.2015, померла 06.01.2017
6. Криштальська Олена Василівна з 09.12.1993, померла 02.01.2022
7. Лежанська Людмила Ярославівна з 1980, померла 09.11.1981
8. Литвак Вікторія Павлівна з 04.06.2009, вибула за власним бажанням 24.09.2024
9. Мах Петро Петрович з 19.12.1963, помер 17.03.2011
10. Махонюк Анатолій Петрович з 24.12.2003, помер 04.05.2016
11. Ольшевський Ігор Едилович з 30.06.2005, помер 05.06.2021
12. Омелянчук Віра Кирилівна з 25.02.1992, вибула за власним бажанням 2008
13. Онуфрійчук Микола Антонович з 30.06.2005, помер 09.01.2023
14. Панасюк Микола Володимирович з 05.06.1989, помер 05.04.2018
15. Потурай Олег Гнатович з 19.05.2011, помер 06.09.2015
16. Пронько Михайло Григорович з 1980, помер 28.02.2006
17. Простопчук Василь Васильович з 04.06.2009, помер 02.10.2019
18. Ревуха Віктор Семенович з 1991, помер 20.02.1995
19. Рисак Олександр Опанасович з 1999, помер 29.10.2003
20. Скоклюк Степан Антонович з 30.09.1997, помер 30.10.2017
21. Чернецький Іван Іванович з 26.05.1981, помер 31.01.2020